# 地域創生学部
地域創生学部（ちいきそうせいがくぶ）とは、地域社会の創造を教育研究するために大学に置かれる学部の名称。経済学、経営学、社会学といった人文科学、社会科学のほか、自然科学からも複合的に学ぶ場合もある。
地域における諸問題を解決すると共に地方創生、地域の発展を担う人材の育成を目標としている。

## 地域創生学部を置く大学

### 公立
- 県立広島大学 地域創生学部

### 私立
- 大正大学 地域創生学部

## 地域創生学科・コースなどを置く大学

### 国立
- 北海道教育大学 函館校 教育学部 国際地域学科 地域協働専攻（旧人間地域科学課程地域創生専攻）
- 北見工業大学工学部 地球環境工学科・地域未来デザイン工学科 地域マネジメント工学コース（2学科共通）
- 山形大学 地域教育文化学部 地域教育文化学科 文化創生コース
- 福島大学 人文社会学群　行政政策学類　地域社会と文化コース
- 宇都宮大学 地域デザイン科学部 コミュニティデザイン学科
- 金沢大学 人間社会学域 地域創造学類
- 福井大学 国際地域学部 国際地域学科
- 静岡大学 地域創造学環 地域経営コース、地域共生コース、地域環境・防災コース
- 徳島大学 総合科学部 社会創生学科 地域創生コース
- 愛媛大学 社会共創学部 地域資源マネジメント学科
- 高知大学 地域協働学部 地域協働学科
- 佐賀大学 芸術地域デザイン学部 芸術地域デザイン学科 地域デザインコース
- 宮崎大学 地域資源創成学部 地域資源創成学科 地域創造コース
- 琉球大学 国際地域創造学部 国際地域創造学科

### 公立
- 福知山公立大学 地域経営学部 地域経営学科 公共経営系、企業経営系、交流観光系
- 奈良県立大学 地域創造学部 地域創造学科 観光創造コモンズ、都市文化コモンズ
- 北九州市立大学 地域創生学群 地域創生学類

### 私立
- 藤女子大学 ウェルビーイング学部 地域創生学科
- 八戸学院大学 地域経営学部 地域経営学科
- 東北福祉大学 総合マネジメント学部 産業福祉マネジメント学科 社会起業・地域創生コース
- 清泉女子大学 地球市民学部 地球市民学科 地域共生領域
- 関東学院大学 法学部 地域創生学科
- 東海大学 国際文化学部 地域創造学科
- 清泉大学 （※清泉女学院大学より名称変更） 人文社会科学部 文化芸術学科 地域づくりコース
- 金沢工業大学 情報デザイン学部 環境デザイン創成学科
- 浜松学院大学 地域共創学部 地域経営学科と地域子ども教育学科
- 皇學館大学 現代日本社会学部 現代日本社会学科 地域創生コース
- 京都先端科学大学 バイオ環境学部 生物環境科学科 地域共生分野
- 広島国際大学 健康科学部 社会学科 地域創生学専攻
- 久留米大学 経済学部 文化経済学科 地域創造コース
- 日本文理大学 工学部 建築学科 環境・地域創生コース